# کوژاناک
کوژاناک (انگلیسی: Kuzhanak) یک شهرک در شهرستان زیانچورینسکی استان باشقیرستان کشور روسیه است.